# Caproni CB22
Il Caproni CB22 era un mini-sommergibile italiano  Classe CB durante il secondo conflitto mondiale, fu catturato dagli alleati e rimase abbandonato a Trieste per qualche anno, ora è esposto al Museo di guerra per la pace "Diego de Henriquez" di Trieste, è stato il primo sommergibile a diventare nave-museo precedendo i due della classe Toti.